# Paul D'Amour
Paul D'Amour, né le 12 mai 1967 à Spokane (Washington), est le premier bassiste du groupe Tool. Son style est reconnaissable par le son agressif de sa basse produit à l'aide d'un plectre. Ce style peut clairement être entendu sur l'album Undertow.

## Biographie
À l'origine guitariste, D'Amour est devenu le bassiste de Tool après avoir été présenté par le guitariste du groupe Adam Jones. Comme ce dernier, D'Amour était à Los Angeles parce qu'il souhaitait joindre l'industrie du film.
D'Amour a quitté Tool en 1995. À la suite de son départ du groupe, il a formé le groupe Lusk avec Brad Laner, Chris Pitman, maintenant avec Guns N' Roses, et l'ex membre du groupe Failure Greg Edwards, maintenant de Autolux. En 1997, ils ont sorti leur unique album jusqu'à maintenant, appelé Free Mars.
Tôt après son départ de Tool, D'Amour a joué de la guitare dans un groupe appelé Replicants, un cover band qui incluait Ken Andrews, Greg Edwards et Chris Pitman. Ils ont sorti l'album Replicants en 1995, avec, comme artiste invité, Maynard James Keenan.
Au début 2005, D'Amour a écrit et interprété sous le nom de Feersum Ennjin. Ce nom est inspiré de la nouvelle de science fiction Feersum Endjinn par Iain Banks, Un auteur dont la nouvelle The Wasp Factory a été l'inspiration pour le groupe Lusk aussi. Le projet a un album éponyme paru sous Silent Uproar Records.
À la fin du mois de mars 2019, D'Amour annonce qu'il rejoint officiellement Ministry en tant que nouveau bassiste du groupe en remplacement de Tony Campos.